# Elizabeth Hatz
Elizabeth Bonde Hatz, född 20 juni 1953 i Lund, är en svensk arkitekt. 
Hon är dotter till konstnären Felix Hatz och arkeologen Ingel Bonde-Hatz (1912–89) samt syster till konstnären Madeleine Hatz, moster till skådespelaren Lia Boysen och dotterdotter till hovjägmästare Carl Gotthard Bonde.
Elizabeth Hatz är universitetslektor i arkitektur vid Kungliga Tekniska Högskolan (KTH). Hon var på 1990-talet ordförande i Svenska Arkitekters Riksförbund. Sedan 2004 är hon ledamot av Skogs- och lantbruksakademien. Hon är vidare jurymedlem i fråga om flera svenska arkitekturpriser.
Elizabeth Hatz är sedan 1989 gift med författaren Torbjörn Schmidt.